# Liste von Wilhelmitenklöstern
Diese Liste enthält Klöster des Ordens der Wilhelmiten.

## Klöster

### Deutschland
(mit heutigen Ländern)
- Kloster Bedernau, Altschwaben, Bayern, 1250–1263
- Kloster Paradies, Düren, Nordrhein-Westfalen, 1252–1570, Paradiesstraße (Düren)
- Kloster Falkenhagen, bei Lügde, Nordrhein-Westfalen, 1427–1432
- Freiburg im Breisgau, Baden-Württemberg, 1262–1682[1]
- Kloster Freienhagen, Hessen, 1411–1527
- Gräfentonna, Thüringen 1396 – 16. Jahrhundert
- Kloster Gräfinthal, Mandelbachtal, Saarland, 1243–1785
- Kloster Grevenbroich, Nordrhein-Westfalen, 1296–1628, danach Zisterzienserpriorat von Kamp 1628–1803, danach Augustinerinnen 1883–1960, jetzt Krankenhaus
- Kloster Weißenborn bei Heiligenstein / Thal (Ruhla), Thüringen, 1253–1536
- Kloster Himmelpforten, bei Wernigerode, Sachsen-Anhalt, vor 1253, danach Augustiner-Eremiten 1263 – 16. Jahrhundert
- Kloster Holte, bei Bissendorf, Niedersachsen, um 1245/48–1256, danach Augustiner-Eremiten, die 1287 nach Osnabrück verlegt wurden
- Kloster Kleinburlo, bei Darfeld, Nordrhein-Westfalen, 1361–1448
- Kloster Kuddewörde, Schleswig-Holstein, 1495–1527, dann Armenhaus bis 1695, Abriss der Gebäude 1780
- Wilhelmitenkloster Limburg, Hessen, vor 1298–1568
- Wilhelmiterkloster auf dem Frauenberg bei Lübben, Niederlausitz, Brandenburg 1497–1543
- Mainz, Rheinland-Pfalz, vor 1364-Mitte 15. Jahrhundert
- Kloster Mariengarden, bei Borken, Nordrhein-Westfalen 1245–1448, dann Zisterzienserpriorat 1449–1803
- Kloster Marienpfort, bei Waldböckelheim, Rheinland-Pfalz, vor 1252, 1266 genannt, –1559
- Kloster Mengen, Baden-Württemberg 1282–1725, dann zum Benediktinerkloster St. Blasien
- Kloster Mühlbach, bei Eppingen, Baden-Württemberg, 1290–1546
- Kloster Mülverstedt, Thüringen vor 1323–1540/5
- Kloster Oberried, Breisgau, Baden-Württemberg, 1252–1507 und 1682–1725, danach zum Benediktinerkloster St. Blasien, 1806 säkularisiert
- Kloster Orlamünde, Thüringen, 1331–1521/27
- Kloster Rosenthal, bei Sinnershausen/Hümpfershausen, Thüringen, 1292–1530
- Kloster Schönthal, Oberpfalz, Bayern, 1250–1263, danach Augustiner-Eremiten 1263–1802
- Kloster Seemannshausen, bei Gangkofen, Niederbayern, Bayern, 1255–1263, danach Augustiner-Eremiten 1263–1802
- Wilhelmitenkloster an St. Markus Speyer, Rheinland-Pfalz, 1317–vor 1468, dann Teilabriss der verfallenen Gebäude
- Kloster Wasungen, Thüringen 1299–1525/1545
- Kloster Windsbach, bei Bacharach, Rheinland-Pfalz, 1288-vor 1546
- Wilhelmitenkloster Witzenhausen, Hessen, 1291 oder 1294–1527
- Wilhelmitenkloster St. Remigius Worms, Rheinland-Pfalz vor 1299–1529

### Belgien
- Alost
- Bernarphay oder Bernardfagne
- Beveren, Ostflandern
- Bienvliet, jetzt Stadtteil von Brügge
- Flobecq, 1283–?
- Lüttich (Lièges)
- Nivelles, 1269–?

### Frankreich
- Kloster Marienthal (Hagenau, Elsaß), 1250/1257–1520/1530, 1617–1765 Jesuiten
- Priorei Saint-Guillaume in Louvergny (Champagne)
- Kloster in Montrouge (Île-de-France)
- Abtei Saint-Médard in Soucy (Aisne)
- Wilhelmitenkloster Noordpeene[2], Französisch-Flandern, 1261–1793/1796[3]
- Wilhelmitenkloster Straßburg, Elsaß, um 1298–1533, danach protestantische Wilhelmskirche

### Polen
- Kloster Lippehne, Hinterpommern/Neumark, vor 1256, danach Augustiner-Eremiten, 1266 bis 1290 erwähnt, wahrscheinlich einziges Wilhelmitenkloster im heutigen Polen

### Schweiz
- Kloster Sion, gestiftet 1269 durch Walther von Klingen in Klingnau, kam 1725 zu St. Blasien.[4]

### Tschechien
- Kloster Stockau (Pivoň), Westböhmen, nach 1250–1256, gegründet von Kloster Schönthal in Bayern, danach Augustiner-Eremiten